# Corações Feridos
Corações Feridos es una telenovela brasileña producida por el SBT. Fue grabada en 2010, pero su emisión se llevó a cabo entre el 16 de enero y el 23 de mayo de 2012, constando de 93 capítulos. La telenovela sustituyó a Amor e Revolução y fue reemplazada por la serie infantil Carrossel.

### Sinopsis
La trama se centra en conflictos emocionales profundos y engaños, protagonizados especialmente por Aline Almeida Varela (interpretada por Cynthia Falabella), un personaje que utiliza la manipulación para lograr sus objetivos.

### Producción
La producción de Corações Feridos estuvo detenida durante dos años debido a la falta de patrocinadores que financiaran los costos, lo que provocó que su emisión se postergara hasta 2012. Para entonces, varios actores ya se encontraban comprometidos con otros proyectos o canales.
Esta telenovela es una adaptación brasileña de la telenovela mexicana La mentira, original de Caridad Bravo Adams. La adaptación fue realizada por Íris Abravanel con la colaboración de un equipo de guionistas y estuvo bajo la dirección general de Del Rangel.

### Música
El tema de apertura, titulado Coisa de Deus, fue interpretado por el dúo sertanejo Rick & Renner y forma parte de un álbum producido por SBT Music.

### Antecedentes
La mentira es una telenovela mexicana producida por Televisa en 1998, protagonizada por Kate del Castillo y Guy Ecker. Desde el año 2000, el SBT ha realizado varias adaptaciones brasileñas de telenovelas mexicanas, estableciendo una relación de licencias para refilmar estos contenidos en Brasil.

## Reparto
| Actor               | Personaje                       |
| ------------------- | ------------------------------- |
| Patrícia Barros     | Amanda Gonçalves Almeida Varela |
| Flávio Tolezani     | Eduardo Sotelli                 |
| Cynthia Falabella   | Aline Almeida Varela            |
| Victor Pecoraro     | Vitor Almeida Varela            |
| Junno Andrade       | Eliseu                          |
| Antônio Abujamra    | Dante Vasconcelos               |
| Iara Jamra          | Loreta                          |
| Blota Filho         | Hélio                           |
| Paulo Coronato      | Olavo Almeida Varela            |
| Elizabeth Hartmann  | Tita                            |
| Marco Antônio Pâmio | Dr. Michel Batista              |
| Adriana Lessa       | Sílvia Castroneves              |
| Lívia Andrade       | Janaína Correia                 |
| Cláudio Andrade     | Luciano Alves                   |
| Jacqueline Sato     | Bianca Yokoyama                 |
| Rita Batata         | Camila Reis                     |
| Eda Nagayama        | Regina Batista                  |
| Simone Zucato       | Cinira Reis                     |
| Johnnas Oliva       | Oliver                          |
| Larissa Manoela     | Viviane Roma ("Vivi")           |
| Jean Paulo Campos   | Paulinho                        |
| Ronaldo Oliva       | Flávio Souza                    |
| Milena Ferrari      | Priscila Lancastro              |
| Elaine Mickely      | Eloísa Gonçalves                |
| Beto Nasci          | Glauco Lancastro                |
| Jacqueline Dalabona | Vera Almeida Varela             |
| Ricardo Homuth      | Diego Castroneves               |
| Lílian Fernandes    | Lucy Ferreira                   |
| Lena Whitaker       | Maria Roma                      |
| Bruno Autran        | Augusto Garcez ("Dinho")        |
| César Negro         | Yuri Castroneves                |
| Alvise Camozzi      | Nabal 171                       |
| Marcello Góes       | Ronaldo ("Roni")                |
| Isabeau Christine   | Glória                          |
| Fran Landin         | Daniel                          |
| Larissa Prado       | Milla                           |

### Participaciones especiales
| Actor           | Personaje       |
| --------------- | --------------- |
| Sílvia Pfeifer  | Cacilda Varela  |
| Paulo Zulu      | Rodrigo Sotelli |
| Metturo         | Théo            |
| Vinicius Henuns | René            |

## Otras plataformas
Aunque nunca ha sido reemitida, Corações Feridos estuvo disponible en su versión original, con sus 93 capítulos, desde el 24 de octubre de 2024 en la plataforma de streaming +SBT.